# Нойгойзель
Нойгойзель (нім. Neuhäusel) — громада в Німеччині, розташована в землі Рейнланд-Пфальц. Входить до складу району Вестервальд. Складова частина об'єднання громад Монтабаур.
Площа — 1,67 км2. Населення становить 2028 ос. (станом на 31 грудня 2020).